# Michael Rymer
Michael Rymer (ur. 1963 w Melbourne) – australijski reżyser filmowy i telewizyjny, twórca remake’u serialu Battlestar Galactica, czy filmu Królowa potępionych z 2002.

## Filmografia
- Revolution (2009)
- The Witchblade (2010)
- Battlestar Galactica (2004-2009)
- Battlestar Galactica (TV miniseries) (2003)
- Królowa potępionych (Queen of the Damned, 2002)
- Perfume (2001)
- In Too Deep (1999)
- Allie and Me (1997)
- Angel Baby (1995)